# Europäische Akademie der Arbeit

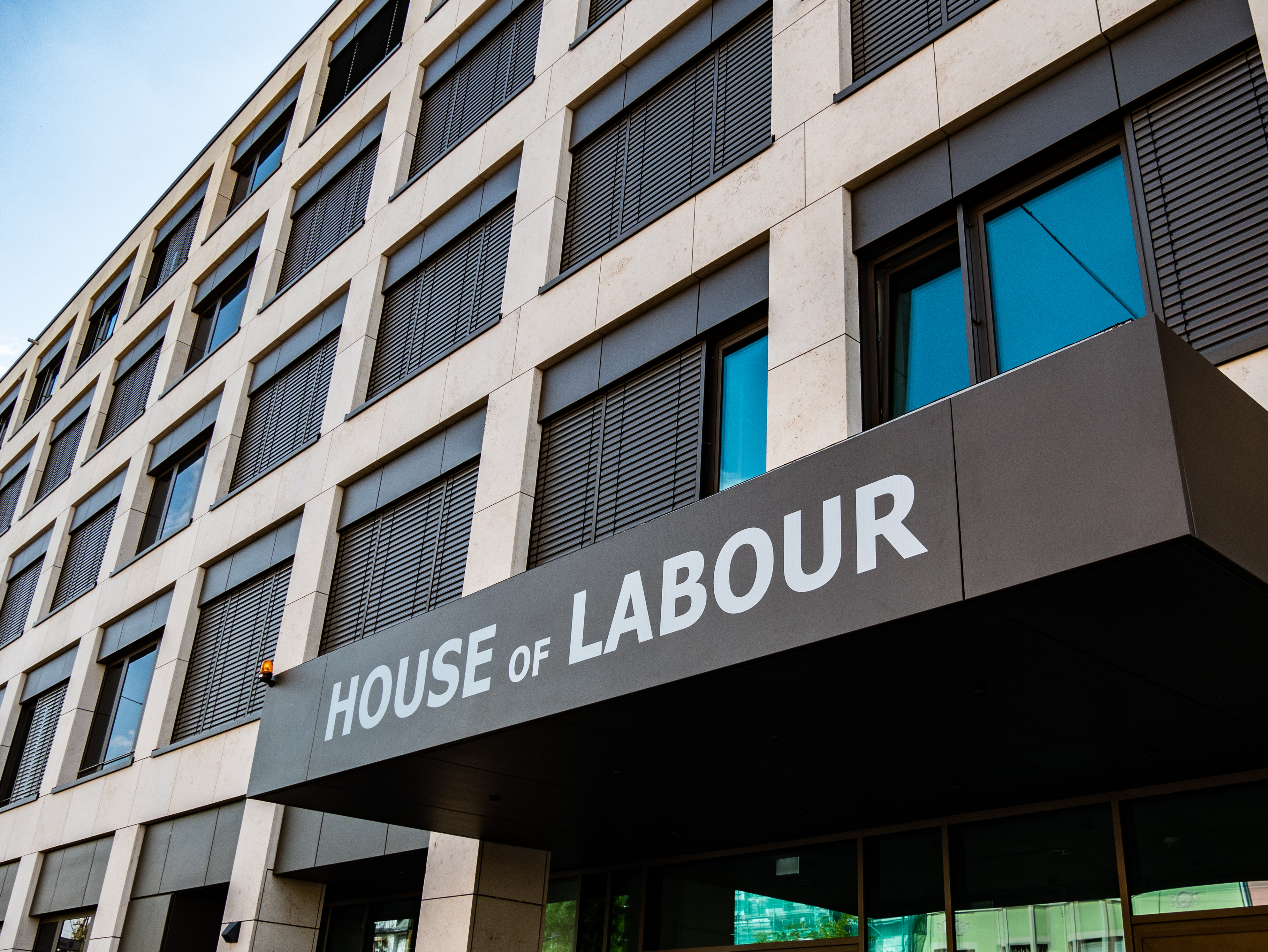
House of Labour, Eschersheimer Landstraße 155–157

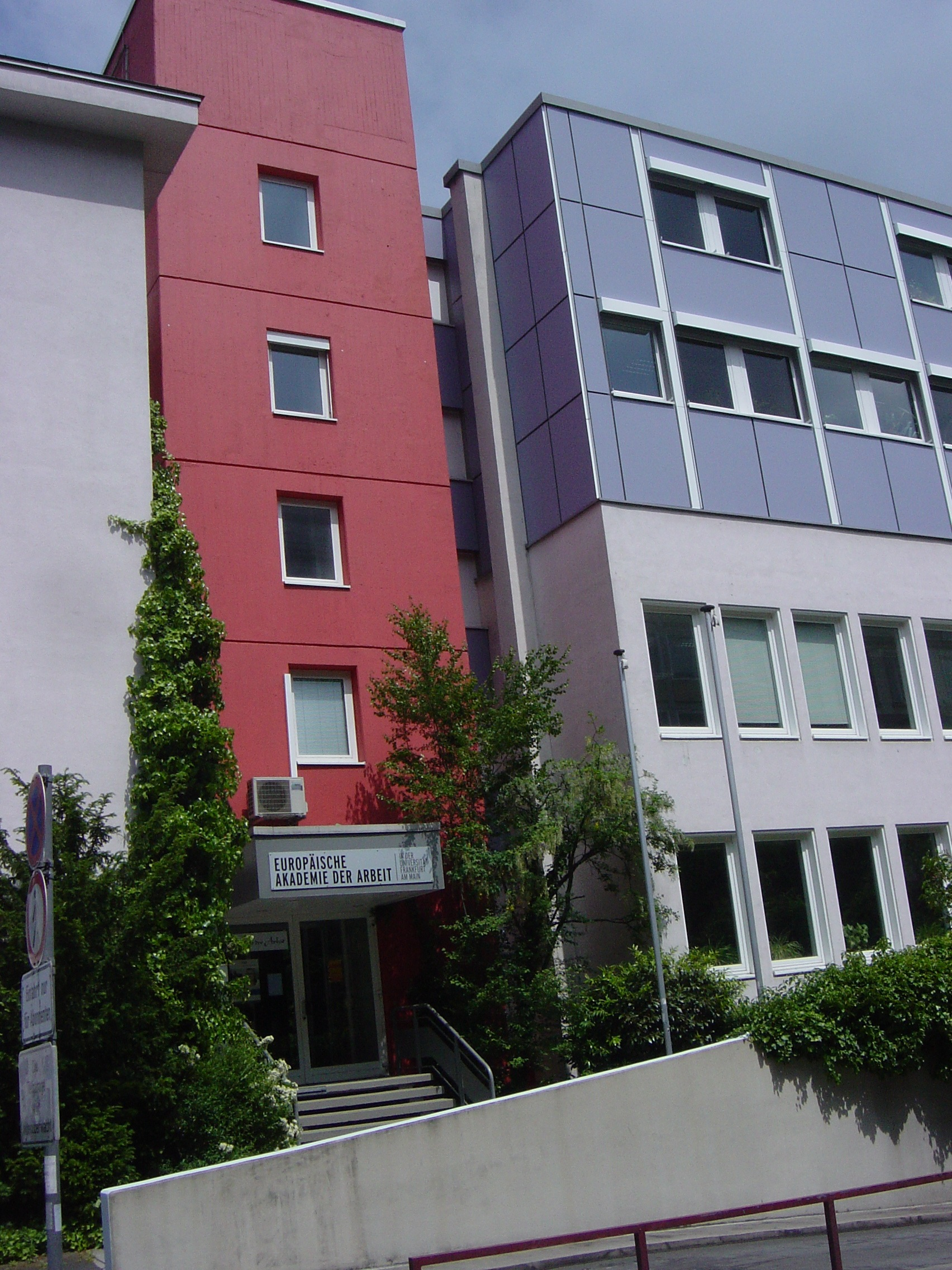
Ehemaliges Gebäude der Akademie in Frankfurt, Mertonstraße 30

Die Europäische Akademie der Arbeit in der Universität Frankfurt (bis 2009 Akademie der Arbeit in der Universität Frankfurt (AdA)) ist eine Stiftung Privaten Rechts des Deutschen Gewerkschaftsbundes, des Landes Hessen und der Stadt Frankfurt am Main. Es handelt sich um eine Institution der Lehre und Forschung. Ihr Zweck ist die Ausbildung von Arbeitnehmern für Tätigkeiten in Wirtschaft und im öffentlichen Leben. Die Akademie kooperiert mit der Goethe-Universität sowie mit der Frankfurt University of Applied Sciences.
Zielgruppe der Akademie sind Studierende, die nach einer betrieblichen Ausbildung ihre Bildungserfahrungen aus der Arbeitswelt mit Studienschwerpunkten in Sozialpolitik, Wirtschaft und Arbeitsrecht vertiefen und ausweiten wollen. Dadurch soll die demokratische Mitwirkung der Beschäftigten in Staat, Gesellschaft und Unternehmen gefördert werden.

## Studium
Das Studium vermittelt erweiterte Kompetenzen auf den Gebieten der Arbeitspolitik und den Arbeitsbeziehungen; den Wirtschaftswissenschaften; den Rechtswissenschaften sowie auf dem Feld der Sozial- und Gesellschaftspolitik.
Der erfolgreiche Abschluss berechtigt gemäß § 1 Abs. 2 BerufsHZVO zum fachgebundenen Zugang an allen hessischen Hochschulen nach § 54 Abs. 2 Satz 2 in Verbindung mit Satz 1 Nr. 2 HHG.

## Struktur
Die Direktion der Europäischen Akademie der Arbeit ist für die Geschäftsführung zuständig.
 Seit November 2014 ist der Vorsitzende des Kuratoriums Rainer Gröbel, IG Metall, sein Stellvertreter ist der Hessische Sozialminister Kai Klose.

## Geschichte
Die Initiative für die Gründung einer „Arbeiter-Akademie in Frankfurt am Main“ ging vom Juristen Hugo Sinzheimer, dem Ökonomen Ernst Pape, dem Gewerkschafter Theodor Thomas, dem Rechtshistoriker und Soziologen Eugen Rosenstock-Huessy u. a. aus.
Der Gründungsvertrag der Akademie der Arbeit in der Universität Frankfurt am Main wurde am 3. März 1921 vom für die Unterrichtsverwaltung zuständigen preußischen Staat, dem ADGB, dem freigewerkschaftlichen AfA-Bund, dem von 1919 bis 1933 bestehenden Deutschen Gewerkschaftsbund, dem Hirsch-Dunker'schen Gewerkschaftsring sowie dem Deutschen Beamtenbund offiziell unterzeichnet.
Gegründet als „erste deutsche Hochschule für das Volk der Arbeit“, nahm sie bereits drei Monate später unter Rosenstock-Huessy die Arbeit auf.
Dozenten der Akademie der Arbeit waren u. a. Erik Nölting, Franz Oppenheimer, Otto Kahn-Freund, Henri de Man und Ernst Fraenkel. Kurz nach der nationalsozialistischen Machtübernahme wurde die Akademie der Arbeit aufgelöst. Nach dem Ende des Zweiten Weltkriegs nahm sie unter dem Leiter Franz Josef Furtwängler 1947 den Lehrbetrieb wieder auf und wurde 1951 vom Land Hessen und vom DGB als Stiftung neu konstituiert. Im Juni 1951 wurde sie vom Hessischen Minister des Innern als Stiftung genehmigt.
Bereits kurz nach der Wiedergründung konnten für die Akademie erneut bedeutende Professoren aus der universitären Lehre, wie zum Beispiel der Jurist und spätere Erste Vorsitzende der EWG-Kommission, Walter Hallstein (1901–1982), und der Sozialphilosoph Max Horkheimer (1895–1973), gewonnen werden.
Friedrich Stampfer war von 1948 bis 1955 Dozent. Nach seiner Emeritierung und Übersiedlung nach Frankfurt 1972 lehrte Wolfgang Abendroth an der Akademie der Arbeit.

## Neubau
Das Land Hessen, die Stadt Frankfurt, die Präsidentin der Goethe-Uni und der Kuratoriumsvorsitzende der Europäischen Akademie der Arbeit besiegelten den für 2017 geplanten Umzug des Bildungsinstituts von der Mertonstraße 30 in Bockenheim an die Eschersheimer Landstraße/Ecke Miquelallee. Die Gewerkschaft IG Metall finanzierte den Neubau. Die Landesregierung Hessen überlässt kostenlos das Grundstück im Erbbaurecht. Im Oktober 2019 wurde diese bundesweit einmalige Weiterbildungsstätte für Berufstätige zu einem „House of Labour“ weiter entwickelt und eröffnet. Seit dem 100-jährigen Bestehen im Jahr 2021 wird das Bildungsangebot im „House of Labour“ um eine „University of Labour“ ergänzt. 

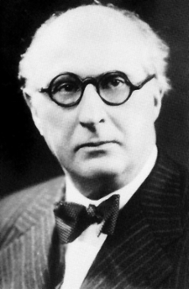
Hugo Sinzheimer, Mitbegründer der Akademie der Arbeit

## Bekannte Absolventinnen und Absolventen
- Walter Arendt, ehem. Vorsitzender der IG-Bergbau, Arbeitsminister a. D.
- Georg Buch, Politiker (SPD); Mitbegründer des hessischen Landesverbandes der Vereinigung der Verfolgten des Naziregimes (VVN)
- Armin Clauss, Gewerkschafter und Politiker (SPD), hessischer Sozialminister a. D.
- Walter Damm, Politiker (SPD)
- Herta Gotthelf, Politikerin (SPD) und Feministin
- Peter Jensen, Politiker (SPD), Leipzig und Hamburg
- Walter Hoffmann, ehemaliger Oberbürgermeister der Stadt Darmstadt
- Thea Harmuth, Gewerkschafterin (CSU)[11]
- Ermin Hohlwegler, ehem. Arbeitsminister des Landes Baden-Württemberg. (SPD)
- Gisela Kessler, Politikerin (DKP, WASG, Die Linke), Gewerkschafterin
- Adolph Kummernuss, Gewerkschafter; ehem. Vorsitzender der Gewerkschaft ÖTV und des DGB
- Hans Mayr, Gewerkschafter, Politiker und Vorsitzender der IG Metall.
- Walter Möller, ehem. Oberbürgermeister der Stadt Frankfurt am Main
- Jürgen Peters, Gewerkschafter; ehem. Vorsitzender der IG-Metall
- Philipp Pless, sozialistischer Politiker, Gewerkschafter, Journalist und Widerstandskämpfer gegen den Nationalsozialismus
- Walter Riester, Politiker (SPD) Bundesminister für Arbeit und Sozialordnung a.D
- Adolf Schmidt, Politiker (SPD) und ehemaliger Vorsitzender der IG Bergbau und Energie
- Hermann Schnipkoweit, Politiker (CDU), ehem. niedersächsischer Sozialminister
- Fritz Steinhoff, Politiker (SPD), dritter Ministerpräsident des Landes Nordrhein-Westfalen
- Achim Vandreike, ehemaliger Frankfurter Bürgermeister
- Maria Weber, linkskatholische Gewerkschafterin
- Michael Detjen, Politiker (SPD), ehemaliger Abgeordneter des Europäischen Parlaments